# Pseudamycus flavopubescens
Pseudamycus flavopubescens là một loài nhện trong họ Salticidae.
Loài này thuộc chi Pseudamycus. Pseudamycus flavopubescens được Eugène Simon miêu tả năm 1899.